# Mike Windischmann
Michael ("Mike") Windischmann (Neurenberg, 6 december 1965) is een voormalig profvoetballer uit de Verenigde Staten, die werd geboren in West-Duitsland en speelde als verdediger.

## Clubcarrière
Na zijn universitaire studies besloot Windischmann te voetballen voor de Brooklyn Italians in de New York City's Cosmopolitan League. Na twee seizoenen trok hij naar de Los Angeles Lazers in de Major Indoor Soccer League. Windischmann trok daarna naar de Albany Capitals. Hij werd in 1989 uitgeroepen tot Amerikaans voetballer van het jaar en beëindigde zijn loopbaan in 1990.

## Interlandcarrière
Windischmann speelde vijftig interlands voor de nationale ploeg van de Verenigde Staten (1984-1990). Hij maakte zijn debuut voor Team USA op 30 november 1984 in een vriendschappelijke wedstrijd tegen Ecuador (0-0) in Hempstead. Windischmann nam deel aan het WK voetbal in 1990 waar hij kapitein was van het Amerikaanse elftal. Eerder had hij ook deelgenomen aan de Olympische Spelen van 1988 in Zuid-Korea.